# فندق ديل لونا
فندق ديل لونا (الكورية: 호텔 델루나)؛ هو مسلسل تلفزيوني كوري تم بثه على تي في إن في عام 2019.

## القصة
فندق سِيول "ديل لونا" لا يشبه أي فندق آخر، زبائنه جميعهم أشباح. جانج مان وول (آيو) التي ظلت عالقة في الفندق طوال الألفية الماضية، تلتقي بـ جو تشان سونج (يو جين غو) المدير الجديد.

## بطولة

### دور رئيسي:[9]
- آي يو: في دور جانغ مان وول.[10]
- يوو جين جو: في دور جو تشانغ سو.[11]

### أدوار داعمة
- جونغ دونغ هوان: في دور المدير نوه
- شين جيونغ جيون: في دور كيم سيون بي
- باي-هاي-سون: في دور تشوي سو هي
- بيو جي هو: في دور جي هيون جونغ
- كانغ مين نا في دور روح جونغ سو جونغ / كيم يو نا.[12]

## المشاهدات
يتم بث هذه السلسلة على tvN، وهي قناة كابل / تلفزيون مدفوع (أشتراك) والتي عادة ما يكون لديها جمهور أصغر نسبيًا مقارنةً بالمحطات التلفزيونية / العامة (KBS و SBS و MBC و EBS). كانت الدراما الأكثر مشاهدة على قناة tvN لعام 2019، وهي الدراما الكورية الثانية عشر الأعلى تصنيفًا في تاريخ تلفزيون الكابل(القنوات الخاصة).
| الموسم | الموسم | رقم الحلقة | رقم الحلقة | رقم الحلقة | رقم الحلقة | رقم الحلقة | رقم الحلقة | رقم الحلقة | رقم الحلقة | رقم الحلقة | رقم الحلقة | رقم الحلقة | رقم الحلقة | رقم الحلقة | رقم الحلقة | رقم الحلقة | رقم الحلقة | المتوسط |
| الموسم | الموسم | 1          | 2          | 3          | 4          | 5          | 6          | 7          | 8          | 9          | 10         | 11         | 12         | 13         | 14         | 15         | 16         | المتوسط |
| ------ | ------ | ---------- | ---------- | ---------- | ---------- | ---------- | ---------- | ---------- | ---------- | ---------- | ---------- | ---------- | ---------- | ---------- | ---------- | ---------- | ---------- | ------- |
|        | 1      | 2.037      | 2.258      | 2.349      | 2.288      | 2.063      | 2.664      | 2.372      | 2.926      | 2.679      | 3.034      | 2.645      | 3.340      | 2.519      | 3.101      | 3.014      | 3.674      | 2.685   |

| الحلقة | تاريخ البث الأصلي | متوسط حصة الجمهور (AGB Nielsen) | متوسط حصة الجمهور (AGB Nielsen) |
| الحلقة | تاريخ البث الأصلي | على الصعيد الوطني               | سيول                            |
| ------ | ----------------- | ------------------------------- | ------------------------------- |
| 1      | 13 يوليو 2019     | 7.327٪                          | 7.749٪                          |
| 2      | 14 يوليو 2019     | 7.633٪                          | 8.857٪                          |
| 3      | 20 يوليو 2019     | 8.281٪                          | 9.478٪                          |
| 4      | 21 يوليو 2019     | 7.736٪                          | 9.024٪                          |
| 5      | 27 يوليو 2019     | 7.023٪                          | 7.883٪                          |
| 6      | 28 يوليو 2019     | 8.701٪                          | 9.949٪                          |
| 7      | 3 أغسطس 2019      | 8.052٪                          | 8.772٪                          |
| 8      | 4 أغسطس 2019      | 9.131٪                          | 10.469٪                         |
| 9      | 10 أغسطس 2019     | 8.349٪                          | 10.266٪                         |
| 10     | 11 أغسطس 2019     | 10.009٪                         | 11.779٪                         |
| 11     | 17 أغسطس 2019     | 8.590٪                          | 9.746٪                          |
| 12     | 18 أغسطس 2019     | 10.407٪                         | 12.178٪                         |
| 13     | 24 أغسطس 2019     | 8.750٪                          | 9.892٪                          |
| 14     | 25 أغسطس 2019     | 9.995٪                          | 11.986٪                         |
| 15     | 31 أغسطس 2019     | 9.892٪                          | 11.255٪                         |
| 16     | 1 سبتمبر 2019     | 12.001٪                         | 13.875٪                         |
| معدل   | معدل              | 8.867٪                          | 10.197٪                         |

## الجوائز والترشيحات
| عام  | جائزة                                         | الفئة                     | مستلم                             | نتيجة | المرجع. |
| ---- | --------------------------------------------- | ------------------------- | --------------------------------- | ----- | ------- |
| 2019 | جوائز الدراما الكورية الثانية عشر             | أفضل موسيقى تصويرية أصلية | "كل شيء عنك" ( تايون )            | رشح   | [ 16 ]  |
| 2019 | جوائز الدراما الكورية الثانية عشر             | جائزة الإنجاز مدى الحياة  | جونغ دونغ هوان                    | فوز   | [ 17 ]  |
| 2019 | جوائز الموسيقى الآسيوية 21st Mnet             | أفضل OST                  | "تذكرني" ( Gummy )                | فوز   | [ 18 ]  |
| 2019 | جوائز الموسيقى الآسيوية 21st Mnet             | أفضل OST                  | "So Long" ( بول كيم )             | رشح   | [ 18 ]  |
| 2019 | جائزة الأكاديمية الآسيوية الثانية للإبداع     | أفضل مسلسل درامي - إقليمي | فندق ديل لونا                     | فوز   | [ 19 ]  |
| 2019 | حفل توزيع جوائز الميلون الحادي عشر            | أفضل OST                  | "تذكرني" ( Gummy )                | فوز   | [ 20 ]  |
| 2019 | 8 جوائز العلامة التجارية الأولى في كوريا      | أفضل ممثلة                | IU                                | فوز   | [ 21 ]  |
| 2020 | جوائز القرص الذهبي الرابع والثلاثون           | أفضل OST                  | "تذكرني" ( Gummy )                | فوز   | [ 22 ]  |
| 2020 | حفل توزيع جوائز سيول الموسيقي التاسع والعشرون | جائزة OST                 | "كل شيء عنك" ( تايون )            | فوز   | [ 23 ]  |
| 2020 | حفل توزيع جوائز سيول الموسيقي التاسع والعشرون | جائزة OST                 | "استند علي" ( 10 سم )             | رشح   | [ 23 ]  |
| 2020 | حفل توزيع جوائز سيول الموسيقي التاسع والعشرون | جائزة OST                 | "هل تستطيع أن ترى قلبي؟" ( هييز ) | رشح   | [ 23 ]  |
| 2020 | حفل توزيع جوائز سيول الموسيقي التاسع والعشرون | جائزة OST                 | "تذكرني" ( Gummy )                | رشح   | [ 23 ]  |
| 2020 | حفل توزيع جوائز سيول الموسيقي التاسع والعشرون | جائزة OST                 | "So Long" ( بول كيم )             | رشح   | [ 23 ]  |
| 2020 | جوائز بايكسانغ 56 للفنون                      | أفضل ممثلة (تلفزيون)      | IU                                | رشح   | [ 24 ]  |

## الإنتاج
- التخطيط العام : لي ميونغ هان (tvN).
- تخطيط : تي في إن & كيم يونغ كيو (S.D).
- المساهم : نتفليكس.
- فريق الإنتاج : شركة GT:st.[25]

تمثل الدراما ثاني ظهور للممثلة والمغنية آي يو على قناة تي في إن بعد دراما سيدي 2018.

## طبعة جديد
في 24 يونيو 2020، أعلن إستوديو دراغون أنه سيشارك في إنتاج نسخة أمريكية جديدة من Hotel del Luna مع Skydance. ستكون أليسون شابكر مسؤولة عن تطوير وإنتاج المسلسل، ستعمل مع ميكي لي وجيني تشوي وهيون بارك من إستوديو دراغون وديفيد إليسون ودانا غولدبرغ وبيل بوست من Skydance TV.

## روابط خارجية
فندق ديل لونا على موقع IMDb (الإنجليزية)
- فندق ديل لونا على موقع نتفليكس (الإنجليزية)
- فندق ديل لونا على موقع كينوبويسك (الروسية)
- فندق ديل لونا على موقع قاعدة بيانات الفيلم (الإنجليزية)